# هولي كروفورد
هولي كروفورد (بالإنجليزية: Holly Crawford)‏ هي متزلجة أسترالية، ولدت في 10 فبراير 1984 في سيدني في أستراليا.

## وصلات خارجية
- هولي كروفورد على موقع الاتحاد الدولي للتزلج (ركوب لوح الثلج) (الإنجليزية)
- هولي كروفورد على موقع اللجنة الأولمبية الدولية (الإنجليزية)
- هولي كروفورد على موقع أوليمبيديا (الإنجليزية)
- هولي كروفورد على موقع اللجنة الأولمبية الأسترالية (الإنجليزية)